# Macario de Alejandría
Macario de Alejandría (en latínː Macarius; en griegoː Μακάριος; y, en árabeː ماكاريو), conocido como Macario el Joven (para diferenciarlo de su contemporáneo, mayor en edad), fue un anacoreta egipcio que vivió en la soledad del Sahara. Es venerado como santo por la Iglesia Católica el 19 de enero.